# Жълтолик тиарис
Жълтоликият тиарис (Tiaris olivaceus) е вид птица от семейство Овесаркови (Emberizidae).

## Разпространение
Видът е разпространен в Бахамските острови, Белиз, Венецуела, Гватемала, Доминиканската република, Еквадор, Кайманови острови, Колумбия, Коста Рика, Куба, Мексико, Малки далечни острови на САЩ, Никарагуа, Панама, Пуерто Рико, Салвадор, САЩ, Търкс и Кайкос, Хаити, Хондурас и Ямайка.